# Leptoctenopsis subrufa
Leptoctenopsis subrufa là một loài bướm đêm trong họ Geometridae.